# Britt Robertson
Brittany Leanna Robertson (Charlotte, 18 aprile 1990) è un'attrice statunitense.
È nota soprattutto per aver interpretato Lux Cassidy nella serie televisiva Life Unexpected, Cassie Blake in The Secret Circle tratto dai romanzi di Lisa J. Smith, Sophia Danko in La risposta è nelle stelle, Casey Newton in Tomorrowland - Il mondo di domani e Tulsa in Lo spazio che ci unisce.

## Biografia
Nata nella Carolina del Nord, è la più grande di sette figli (tre maschi e quattro femmine). Cresciuta a Greenville dove, per la prima volta, rivela il suo interesse per la recitazione, è stata istruita in casa da sua madre.
Appare per la prima volta di fronte a un pubblico sul palco del Greenville Little Theater. Durante le riprese del film Ghost Club, trascorre due mesi a casa dei suoi nonni a Chester. All'età di 12 anni, inizia a recarsi a Los Angeles, dove poi si trasferisce, per sottoporsi ai provini per alcune serie televisive. Ha la sua prima occasione quando viene scelta per recitare nel ruolo di Michelle Seaver nel film TV Genitori in blue jeans - Il ritorno dei Seaver. Ottiene poi un ruolo di maggior rilievo interpretando Cara Burns nel film L'amore secondo Dan, nel 2007.
Brittany Robertson appare nell'ottava stagione di CSI - Scena del crimine e ha un ruolo ricorrente nella serie di CBS Swingtown. Nel 2008 recita nel ruolo del personaggio principale in Trixie Stone, film basato nel romanzo di Jodi Picoult Il colore della neve, seguito da altri ruoli televisivi. L'anno successivo, ha un ruolo minore come DJ in The Alyson Stoner Project e appare come guest star in Law and Order: SVU. Nel 2010 interpreta Lux Cassidy nella serie di The CW Life Unexpected, mentre nell'autunno dello stesso anno recita nei panni di Allie Pennington in Avalon High, basato sull'omonimo romanzo di Meg Cabot.
Nel 2011 Robertson ottiene il ruolo della protagonista Cassie Blake nella nuova serie TV di The CW The Secret Circle. Nel 2012 appare nel film The First Time insieme a Dylan O'Brien. Nel 2013 appare nella serie tv Under the Dome nel ruolo di Angie McAlister, mentre nel 2015 appare come protagonista nel film La risposta è nelle stelle nel ruolo di Sophia Danko, basato sul romanzo di Nicholas Sparks, e nel film Tomorrowland - Il mondo di domani, diretto da Brad Bird. Nel 2017 invece, è la protagonista della nuova serie Netflix, Girlboss, nel ruolo di Sophia. Nel 2019 interpreta Melissa Lynn Henning accanto a KJ Apa nel film biografico I Still Believe, in uscita nelle sale il 20 marzo 2020.

### Vita privata
L’attrice è stata legata sentimentalmente dal 2012 al 2018 al collega Dylan O'Brien, conosciuto sul set del film The First Time. Nel 2018 ha avuto una relazione, durata qualche mese, con Graham Rogers. L’8 aprile 2023 sposa Paul Floyd.

## Filmografia

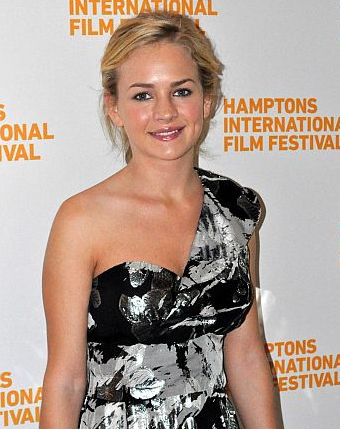
Robertson nel 2010 all'Hamptons International Film Festival

### Cinema
- The Ghost Club, regia di Ralph E. Portillo (2003)
- One of Them, regia di Ralph E. Portillo (2003)
- The Last Summer, regia di Jonathan Landau (2004)
- Al passo con gli Stein (Keeping Up with the Steins), regia di Scott Marshall (2006)
- Frank qua la zampa, regia di Douglas Cheney (2007)
- L'amore secondo Dan (Dan in Real Life), regia di Peter Hedges (2007)
- From Within, regia di Phedon Papamichael (2008)
- The Alyson Stoner Project, regia di Kevin Schmidt (2009)
- Mother and Child, regia di Rodrigo García (2009)[5]
- Cherry, regia di Jeffrey Fine (2010)
- Triple Dog, regia di Pascal Franchot (2010)
- Questioni di famiglia (The Family Tree), regia di Vivi Friedman (2011)
- Scream 4, regia di Wes Craven (2011)
- The First Time, regia di Jon Kasdan (2012)
- Delivery Man, regia di Ken Scott (2013)
- Cake, regia di Daniel Barnz (2014)
- Chiedimi tutto (Ask Me Anything), regia di Allison Burnett (2014)
- La risposta è nelle stelle (The Longest Ride), regia di George Tillman Jr. (2015)
- Tomorrowland - Il mondo di domani (Tomorrowland), regia di Brad Bird (2015)
- Mother's Day, regia di Garry Marshall (2016)
- Mr. Church, regia di Bruce Beresford (2016)
- Jack Goes Home, regia di Thomas Dekker (2016)
- Lo spazio che ci unisce (The Space Between Us), regia di Peter Chelsom (2017)
- Qua la zampa! (A Dog's Purpose), regia di Lasse Hallström (2017)
- Cosa mi lasci di te (I Still Believe), regia di Jon e Andrew Erwin (2020)
- Books Of Blood, regia di Brannon Braga (2020)
- A Mouthful of Air, regia di Amy Koppelman (2021)
- La scelta del destino (About Fate), regia di Marius Balchunas (2022)
- The Merry Gentlemen, regia di Peter Sullivan (2024)

### Televisione
- Sheena – serie TV, episodio 1x06 (2000)
- Power Rangers: Time Force – serie TV, episodio 1x11 (2001)
- Tangled Up in Blue, regia di Holly Goldberg Sloan – film TV (2004)
- Genitori in blue jeans - Il ritorno dei Seaver (Growing Pains: Return of the Seavers), regia di Joanna Kerns – film TV (2004)
- Freddie – serie TV, episodi 1x03-1x19 (2005-2006)
- Women of a Certain Age, regia di Arlene Sanford – film TV (2006)
- Jesse Stone: Night Passage, regia di Robert Harmon – film TV (2006)
- The Winner – serie TV, episodio 1x01 (2007)
- CSI - Scena del crimine (CSI: Crime Scene Investigation) – serie TV, episodio 8x03 (2007)
- The Tenth Circle, regia di Peter Markle – film TV (2008)[5]
- Swingtown – serie TV, 13 episodi (2008)[5]
- Law & Order - Unità vittime speciali (Law & Order: Special Victims Unit) – serie TV, episodio 10x6 (2008)[5]
- Law & Order: Criminal Intent – serie TV, episodio 8x09 (2009)[5]
- Three Rivers – serie TV, episodio 1x03 (2009)
- Avalon High, regia di Stuart Gillard – film TV (2010)
- Life Unexpected – serie TV, 26 episodi (2010-2011)
- The Secret Circle – serie TV, 22 episodi (2011-2012)
- Under the Dome – serie TV, 14 episodi (2013-2014)
- Girlboss – serie TV, 13 episodi (2017)
- For the People - serie TV, 10 episodi (2018)
- Big Sky - serie TV, 6 episodi (2020)
- The Rookie - serie TV, 4 episodi (2022-2024)
- The Rookie: Feds - serie TV (2022-2023)

## Premi e candidature
- 2024- 2004 - Young Artist Awards
  - Candidata per la miglior performance in un film tv, miniserie tv o uno speciale (The Ghost Club)
- 2015 - Teen Choice Awards[6]
  - Candidata come miglior attrice in un film drammatico (La risposta è nelle stelle)
  - Candidata come miglior attrice in un film sci-fi/fantasy (Tomorrowland - Il mondo di domani)

## Doppiatrici italiane
Nelle versioni in italiano delle opere in cui ha recitato, Brittany Robertson è stata doppiata da:
- Valentina Favazza in Avalon High, Life Unexpected, Under the Dome, La risposta è nelle stelle, Mother's Day, Lo spazio che ci unisce, Cosa mi lasci di te, The Merry Gentlemen
- Rossa Caputo in Tomorrowland - Il mondo di domani, Girlboss, Books of Blood
- Letizia Ciampa in The Secret Circle, Cake
- Emanuela Ionica in Chiedimi tutto, Qua la zampa!
- Giulia Tarquini ne L'amore secondo Dan
- Tiziana Martello in Law & Order - Criminal Intent
- Alessia Amendola in CSI - Scena del crimine
- Emanuela Damasio in Freddie
- Veronica Puccio in Delivery Man
- Lucrezia Marricchi in Big Sky